# 친칠라아과
친칠라아과(Chinchillinae)는 친칠라과에 속하는 설치류 분류군이다. 2개 속 6종으로 이루어져 있다. 남아메리카 남서부의 안데스산맥에서 발견된다.

## 하위 분류
- 친칠라속 (Chinchilla)
  - 긴꼬리친칠라 (Chinchilla lanigera)
  - 짧은꼬리친칠라 (Chinchilla chinchilla)
- 산비스카차속 (Lagidium)
  - 에콰도르비스카차 (Lagidium ahuacaense)
  - 북부비스카차 (Lagidium peruanum)
  - 남부비스카차 (Lagidium viscacia)
  - 볼프손비스카차 (Lagidium wolffsohni)